# Can Feina (Sant Pere de Ribes)
Can Feina és una obra de Sant Pere de Ribes (Garraf) protegida com a Bé Cultural d'Interès Local.

## Descripció
Masia situada entre el nucli de Ribes i l'Hospital Sant Camil. És un edifici aïllat de planta rectangular i dues crugies. Consta de planta baixa i pis i té la coberta a dues vessants amb el carener paral·lel a la façana. S'hi accedeix per un portal d'arc pla arrebossat que es troba descentrat en el frontis, entorn el qual hi ha diverses finestres també d'arc pla arrebossat. En el cos corresponent al celler, hi ha un altre portal d'arc pla arrebossat. Al seu costat hi ha una obertura d'arc carpanell, dins la qual ha el pou. A la façana de gregal hi ha adossat un cos annex d'un sol nivell d'alçat. L'acabat exterior és arrebossat i pintat de color blanc. També es coneix com a Can Llindai.

## Història
Per les característiques constructives de la masia, hem de situar els seus orígens entorn el segle xix.